# ベトナム共産党
ベトナム共産党（ベトナムきょうさんとう、ベトナム語：Đảng Cộng sản Việt Nam / 黨共產越南）は、ベトナム唯一の政党。マルクス・レーニン主義やホー・チ・ミン思想を国家の指導理念として掲げ、共産主義の実現を目指す一方、1986年以降はドイモイにより、市場経済を容認・推進している。ベトナム社会主義共和国憲法第4条において「国家・社会の指導的勢力」と規定され、一党独裁を敷いている。

## 名称
- 1930年　ベトナム共産党（便宜的に旧ベトナム共産党とする場合もある）
- 1930年 - 1945年　インドシナ共産党（ICP）
- 1945年 - 1951年　ベトナム独立同盟会（ベトミン）に合流
- 1951年 - 1976年　ベトナム労働党
- 1976年 - 現在　ベトナム共産党（CPV）

## 歴史
1930年2月3日、コミンテルンから派遣されたホー・チ・ミン（胡志明）がベトナム国内の複数の急進的社会主義政党を糾合して香港でベトナム共産党を創設。同年10月の第1回中央委員会でコミンテルンの指示を受けてインドシナ共産党（Đông Dương Cộng sản Đảng、東洋共產黨）と改称し、初代書記長にチャン・フー（陳富）を選出した。1935年には第1回党大会をマカオで行なった。
1945年9月2日のベトナム民主共和国（北ベトナム、初代国家主席はホー・チ・ミン）成立後、「インドシナ戦争をより広範な基盤の上で展開するため」として、同年11月、ベトミン（ベトナム独立同盟会）に合流し、インドシナ共産党は解散した。ただし、実態としての共産党組織はベトミン内で温存された。1951年2月、共産党組織が再建され、ベトナム北部のトゥインクワン（宣光）で第2回党大会を開催し、ベトナム労働党として再発足、ホー・チ・ミンが党主席に就任した。1960年の第3回党大会は首都のハノイ（河内）で開かれ、この中で南ベトナムの解放と北部における社会主義建設が謳われた。1969年9月2日にホー・チ・ミンが死去。党主席は空位となり、党第一書記のレ・ズアン（黎笋または黎筍）が党首の職務を継承した。北ベトナムがベトナム戦争に勝利すると、ベトナム労働党は第4回党大会を開き、名称をベトナム共産党に改称した。
しかし、その後のカンプチアへの軍事介入による国際的孤立が著しい経済困難を招き、1986年7月、レ・ズアンが死去するとチュオン・チンが書記長になったが、12月の第6回党大会でドイモイ（刷新）路線が採択され、グエン・バン・リンが書記長になった。以後は中国に倣った一党独裁制（1988年まではヘゲモニー政党制、以降は一党制）の維持と外国投資導入による経済成長の追求が基本政策になっている。1991年にはドー・ムオイが書記長に就任。1997年からはレ・カ・フュー、2001年からはノン・ドゥック・マイン、2011年から2024年までグエン・フー・チョンが書記長を務めた。
2006年4月に開かれた第10回党大会では、その直前に発覚した汚職事件で交通運輸省次官が逮捕され、悪化する党官僚の腐敗に対するノン・ドゥック・マイン書記長の責任を問う声が強まったため、反対派がグエン・ミン・チェット（阮明哲、当時ホーチミン市党委員会書記）を立てて書記長を中央委員の自由選挙で選ぶことが決まった。直前にチェットが辞退したため投票は行われずマイン書記長は再任されたが、党員の意識変化を象徴する出来事としてベトナム国外で大きく伝えられた。
2023年、チョン書記長による反汚職撲滅キャンペーンが実施され、ナンバー2であったグエン・スアン・フックが失脚し、2024年3月にはフックの後任となっていたヴォー・ヴァン・トゥオンが解任される。同年4月にヴオン・ディン・フエが国会議長を辞任、同年5月には党序列5位のチュオン・ティ・マイ書記局常務を辞任。3人共に「党の規則に違反し、党や国家の威信に影響を与えた」ことを理由に任期途中の辞任が承認された。
2024年7月18日、チョン書記長はラムを書記長代行に指名した。7月19日、グエン・フー・チョンは在職中に死去。現時点で、書記長在職中に死去したのはチョンが唯一である。

## 機構

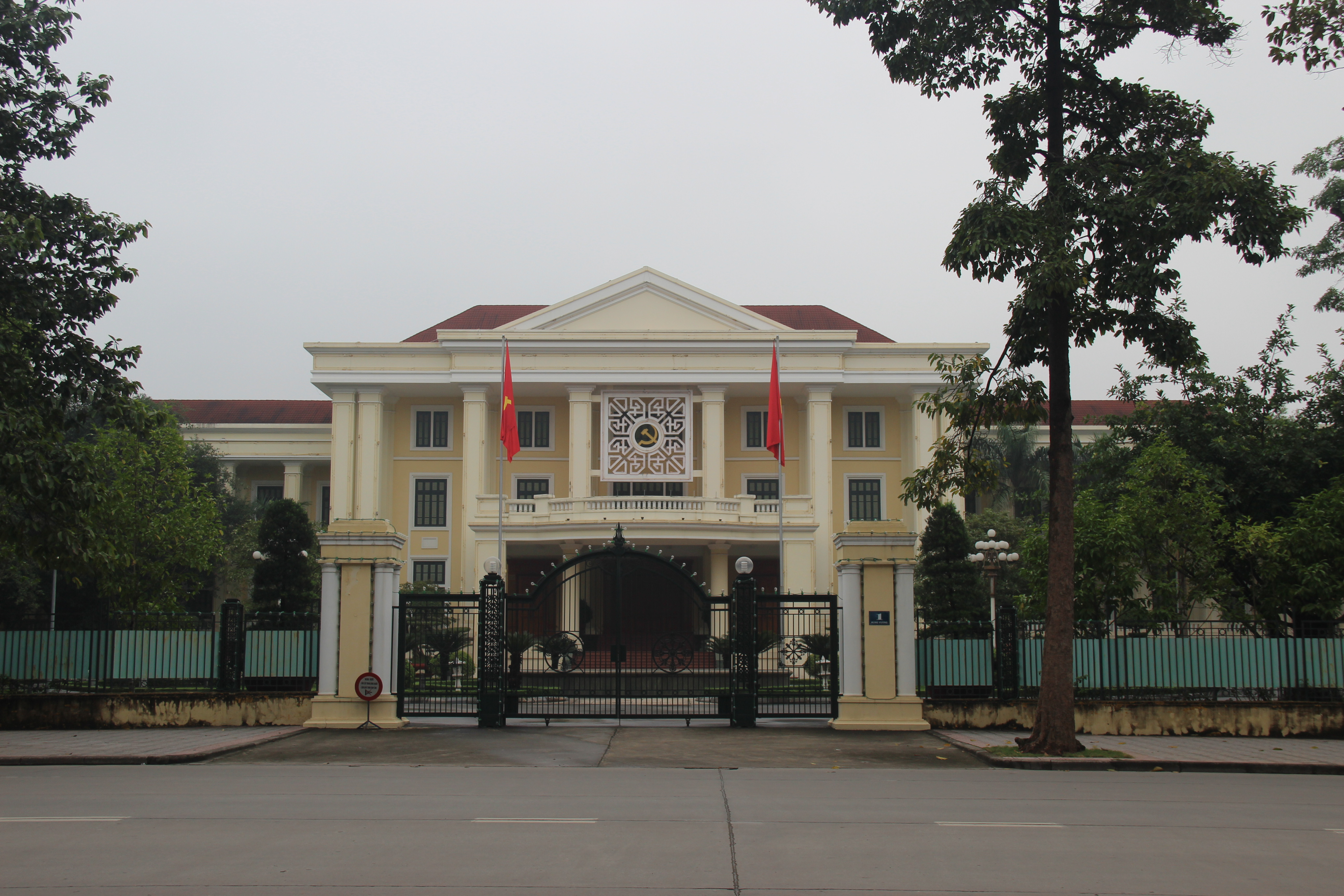
ベトナム共産党中央執行委員会本部

党員は2020年時点で約510万人。5年に一度招集される党大会が最高機関。党大会は大会閉会中の最高指導機関として中央執行委員会（中央委員会）を選出する。中央委員会は、最高意思決定機関として政治局を、また党の日常業務の処理機構として書記局を選出する。党首に相当する中央執行委員会書記長はトー・ラム（2024年8月3日就任）。
党内序列は常に書記長が1位で、国家主席、首相、国会議長がこれに次ぐ。この4人を「四柱」と呼んでいる。四柱の次には党内序列5位の書記局常務が置かれている。他の一党制国家と同様、党が国家に対して優位に立つため、国家における役職よりも党における役職のほうが意味を持つ仕組みである。ベトナム人民軍の憲法上の最高指揮官は国家主席であるが、事実上の最高指揮官は党中央軍事委員会書記を兼任するベトナム共産党書記長とされている。しかし、ベトナム労働党成立以後、この三つの役職は兼任されないトロイカ体制が慣例化しており、党内権力の集中度は中国共産党や朝鮮労働党ほどではない。

## 思想
ベトナムは共産党が主導する一党制社会主義共和国である。共産党はマルクス・レーニン主義とホー・チ・ミン思想を掲げており、これらの思想はホー・チ・ミン自身の思想である。マルクス・レーニン主義及びホー・チ・ミン思想は党と国家の活動の指針となっている。

## 党勢の推移

### 国会
| 選挙   | 投票                       | 獲得席数/定数 | 議席占有率 |
| ------ | -------------------------- | ------------- | ---------- |
| 1960年 | ベトナム祖国戦線による選出 | 421/421       | 100%       |
| 1964年 | ベトナム祖国戦線による選出 | 366/366       | 100%       |
| 1971年 | ベトナム祖国戦線による選出 | 420/420       | 100%       |
| 1975年 | ベトナム祖国戦線による選出 | 424/424       | 100%       |
| 1976年 | ベトナム祖国戦線による選出 | 492/492       | 100%       |
| 1981年 | ベトナム祖国戦線による選出 | 496/496       | 100%       |
| 1987年 | ベトナム祖国戦線による選出 | 496/496       | 100%       |
| 1992年 | ベトナム祖国戦線による選出 | 395/395       | 100%       |
| 1997年 | ベトナム祖国戦線による選出 | 384/450       | 80%        |
| 2002年 | ベトナム祖国戦線による選出 | 447/498       | 91%        |
| 2007年 | ベトナム祖国戦線による選出 | 450/493       | 93%        |
| 2011年 | ベトナム祖国戦線による選出 | 454/500       | 90%        |
| 2016年 | ベトナム祖国戦線による選出 | 473/494       | 98%        |
| 2021年 | ベトナム祖国戦線による選出 | 485/499       | 99%        |